# Los Baños, Laguna
Los Baños là một đô thị hạng 1 ở tỉnh Laguna, Philippines. Theo điều tra dân số năm 2007 của Philipin, đô thị này có dân số 98.631 dân. Tổng diện tích 56,5 km2, phía nam và tây nam giáp núi Makiling, phía bắc giáp Laguna de Bay, tây bắc là Thành phố Calamba còn phía đông là thị xã Bay. Thị xã này có cự ly 63 km về phía đông nam Manila.

## Các đơn vị hành chính
Los Baños được chia ra 14 barangay.
- Anos
- Bagong Silang
- Bambang
- Batong Malake
- Baybayin¹
- Bayog
- Lalakay
- Maahas
- Malinta
- Mayondon
- Putho-Tuntungin
- San Antonio
- Tadlac
- Timugan¹